# Haulmé
 Haulmé  là một xã ở tỉnh Ardennes, thuộc vùng Grand Est ở phía bắc nước Pháp.